# Entomobryoides purpurascens
Entomobryoides purpurascens is een springstaartensoort uit de familie van de Entomobryidae. De wetenschappelijke naam van de soort is voor het eerst geldig gepubliceerd in 1873 door Packard.